# K.Hunasavalli, Hosanagara
K.Hunasavalli là một làng thuộc tehsil Hosanagara, huyện Shimoga, bang Karnataka, Ấn Độ.